# Torneo Nacional de Clubes A2 2002
El Torneo Nacional de Clubes A2 de 2002, también denominado "Torneo Nacional de Clubes - Copa de Plata",  fue un torneo perteneciente al Torneo Nacional de Clubes, competencia organizada por la Unión Argentina de Rugby que reúne a los mejores clubes del Torneo de la URBA y del Torneo del Interior. Se llevó a cabo entre el 21 de septiembre y el 26 de octubre de 2002.
Esta nueva competición fue creada como un nivel intermedio entre el Torneo Nacional de Clubes y el Torneo Nacional de Clubes B, permitiendo participar a equipos de la Zonas Campeonato del Torneo del Interior y del Torneo de la URBA que no habían clasificado al torneo principal pero no pertenecían al segundo nivel, reservado para la Zona Ascenso o Grupo Reubicación  de los torneos clasificatorios.
Huirapuca de Tucumán ganó el torneo tras derrotar de visitante a Marista en la final por 23 a 22. Este torneo también se destacó por los cantidad de partidos abandonados a causa de las deserciones por parte de múltiples clubes de la URBA, reavivando el conflicto entre los clubes porteños y las uniones del interior.

## Equipos participantes
Participaron de este torneo dieciséis clubes: ocho equipos del Torneo del Interior A 2002, cuatro del Torneo de la URBA 2002   y cuatro equipos transferidos del Torneo Nacional de Clubes 2002.
| Club                           | Vía de clasificación                                 |
| ------------------------------ | ---------------------------------------------------- |
| Cardenales                     | 9.° al 16.° puesto en el Torneo del Interior A 2002. |
| Duendes                        | 9.° al 16.° puesto en el Torneo del Interior A 2002. |
| Huirapuca                      | 9.° al 16.° puesto en el Torneo del Interior A 2002. |
| Universitario de Mar del Plata | 9.° al 16.° puesto en el Torneo del Interior A 2002. |
| Marista                        | 9.° al 16.° puesto en el Torneo del Interior A 2002. |
| Palermo Bajo                   | 9.° al 16.° puesto en el Torneo del Interior A 2002. |
| Jockey Club de Córdoba         | 9.° al 16.° puesto en el Torneo del Interior A 2002. |
| UNSJ                           | 9.° al 16.° puesto en el Torneo del Interior A 2002. |
| CASI                           | 9.° puesto en el Torneo de la URBA 2002.             |
| Atlético del Rosario           | 10.° puesto en el Torneo de la URBA 2002.            |
| San Cirano                     | 11.° puesto en el Torneo de la URBA 2002.            |
| Belgrano Athletic Club         | 13.° puesto en el Torneo de la URBA 2002.            |

Newman, originalmente clasificado tras finalizar en el 12.° puesto del Torneo de la URBA 2002, decidió no participar del torneo, por lo que fue posteriormente reemplazado por el siguiente mejor equipo, Belgrano Athletic, clasificado en el 13.° puesto.
Equipos transferidos
Cuatro equipos eliminados en el Torneo Nacional de Clubes 2002 son transferidos al torneo, clasificando a octavos de final. 
| Club                   | Vía de clasificación                                          |
| ---------------------- | ------------------------------------------------------------- |
| Estudiantes de Paraná  | Eliminados en primera fase del Torneo Nacional de Clubes 2002 |
| La Plata Rugby Club    | Eliminados en primera fase del Torneo Nacional de Clubes 2002 |
| San Luis               | Eliminados en primera fase del Torneo Nacional de Clubes 2002 |
| Universitario de Salta | Eliminados en primera fase del Torneo Nacional de Clubes 2002 |

## Primera fase
En la primera fase se enfrentaron todos los equipos del Torneo del Interior A 2002 que no clasificaron al Torneo Nacional de Clubes 2002 (los clasificados 3.° y 4.° en fase de grupos). Esta fase se utilizó para determinar los emparejamientos de octavos de final, con los cuatro ganadores enfrentándose a los cuatro equipos eliminados en la primera fase del Torneo Nacional de Clubes 2002 y los cuatro perdedores enfrentándose a los cuatro equipos provenientes del Torneo de la URBA 2002.
| 21 de septiembre | Universitario (MDP) | 30 - 28 | Jockey Club (C) |  |  |
|                  |                     | Reporte |                 |  |  |

| 22 de septiembre | Cardenales | 50 - 35 | Marista |  |  |
|                  |            | Reporte |         |  |  |

| 21 de septiembre | Huirapuca | 39 - 35 | Palermo Bajo |  |  |
|                  |           | Reporte |              |  |  |

| 21 de septiembre | Duendes | 29 - 7  | UNSJ |                                          |                                          |
| |         | Reporte |      | Árbitro(s): Gerardo Bernachini (Rosario) | Árbitro(s): Gerardo Bernachini (Rosario) |
| El árbitro Jorge Caíno (Entre Ríos) había sido designado para este encuentro pero no se presentó, por lo que fue reemplazado por un árbitro del club local tras la aprobación de ambos equipos. |         |         |      |                                          |                                          |

## Fases finales
|  | Octavos de final  | Octavos de final  | Octavos de final |                 |             | Cuartos de final   | Cuartos de final   | Cuartos de final   |  |           | Semifinales   | Semifinales   | Semifinales   |  |         | Final         | Final         | Final         |  |
|  | 28 de septiembre  | 28 de septiembre  | 28 de septiembre |                 |             | 12 y 13 de octubre | 12 y 13 de octubre | 12 y 13 de octubre |  |           | 19 de octubre | 19 de octubre | 19 de octubre |  |         | 26 de octubre | 26 de octubre | 26 de octubre |  |
|  |                   |                   |                  |                 |             |                    |                    |                    |  |           |               |               |               |  |         |               |               |               |  |
|  |                   |                   |                  |                 |             |                    |                    |                    |  |           |               |               |               |  |         |               |               |               |  |
|  | Universitario (S) | Universitario (S) | 22               |                 |             |                    |                    |                    |  |           |               |               |               |  |         |               |               |               |  |
|  | Universitario (S) | Universitario (S) | 22               |                 |             |                    |                    |                    |  |           |               |               |               |  |         |               |               |               |  |
|  | Cardenales        | Cardenales        | 31               |                 |             |                    |                    |                    |  |           |               |               |               |  |         |               |               |               |  |
|  | Cardenales        | Cardenales        | 31               |                 | Cardenales  | Cardenales         | 30                 |                    |  |           |               |               |               |  |         |               |               |               |  |
|  |                   |                   |                  |                 | Cardenales  | Cardenales         | 30                 |                    |  |           |               |               |               |  |         |               |               |               |  |
|  |                   |                   | Jockey Club (C)  | Jockey Club (C) | 22          |                    |                    |                    |  |           |               |               |               |  |         |               |               |               |  |
|  | Jockey Club (C)   | Jockey Club (C)   | Jockey Club (C)  | Jockey Club (C) | 22          | 29                 |                    |                    |  |           |               |               |               |  |         |               |               |               |  |
|  | Jockey Club (C)   | Jockey Club (C)   |                  |                 |             |                    |                    |                    |  |           |               |               |               |  |         |               |               |               |  |
|  | Atl. Rosario      | Atl. Rosario      | 21               |                 |             |                    |                    |                    |  |           |               |               |               |  |         |               |               |               |  |
|  | Atl. Rosario      | Atl. Rosario      | 21               |                 |             |                    | Cardenales         |                    |  |           |               |               |               |  |         |               |               |               |  |
|  |                   |                   |                  |                 |             |                    |                    |                    |  |           |               |               |               |  |         |               |               |               |  |
|  |                   |                   | Marista          | Marista         | '           |                    |                    |                    |  |           |               |               |               |  |         |               |               |               |  |
|  | CASI              |                   | Marista          | Marista         | '           |                    |                    |                    |  |           |               |               |               |  |         |               |               |               |  |
|  |                   |                   |                  |                 |             |                    |                    |                    |  |           |               |               |               |  |         |               |               |               |  |
|  | Marista           | Marista           | w.o.             |                 |             |                    |                    |                    |  |           |               |               |               |  |         |               |               |               |  |
|  | Marista           | Marista           | w.o.             |                 | Marista     | Marista            | 24                 |                    |  |           |               |               |               |  |         |               |               |               |  |
|  |                   |                   |                  |                 | Marista     | Marista            | 24                 |                    |  |           |               |               |               |  |         |               |               |               |  |
|  |                   |                   | Estudiantes (P)  | Estudiantes (P) | 23          |                    |                    |                    |  |           |               |               |               |  |         |               |               |               |  |
|  | Estudiantes (P)   | Estudiantes (P)   | Estudiantes (P)  | Estudiantes (P) | 23          | 29                 |                    |                    |  |           |               |               |               |  |         |               |               |               |  |
|  | Estudiantes (P)   | Estudiantes (P)   |                  |                 |             |                    |                    |                    |  |           |               |               |               |  |         |               |               |               |  |
|  | Univ. (MDP)       | Univ. (MDP)       | 25               |                 |             |                    |                    |                    |  |           |               |               |               |  |         |               |               |               |  |
|  | Univ. (MDP)       | Univ. (MDP)       | 25               |                 |             |                    |                    |                    |  |           |               |               |               |  | Marista | Marista       | 22            |               |  |
|  |                   |                   |                  |                 |             |                    |                    |                    |  |           |               |               |               |  | Marista | Marista       | 22            |               |  |
|  |                   |                   | Huirapuca        | Huirapuca       | 23          |                    |                    |                    |  |           |               |               |               |  |         |               |               |               |  |
|  | UNSJ              | UNSJ              | Huirapuca        | Huirapuca       | 23          | 10                 |                    |                    |  |           |               |               |               |  |         |               |               |               |  |
|  | UNSJ              | UNSJ              |                  |                 |             |                    |                    |                    |  |           |               |               |               |  |         |               |               |               |  |
|  | San Cirano        | San Cirano        | 24               |                 |             |                    |                    |                    |  |           |               |               |               |  |         |               |               |               |  |
|  | San Cirano        | San Cirano        | 24               |                 | San Cirano  | San Cirano         | 25                 |                    |  |           |               |               |               |  |         |               |               |               |  |
|  |                   |                   |                  |                 | San Cirano  | San Cirano         | 25                 |                    |  |           |               |               |               |  |         |               |               |               |  |
|  |                   |                   | Huirapuca        | Huirapuca       | 25          |                    |                    |                    |  |           |               |               |               |  |         |               |               |               |  |
|  | La Plata RC       |                   | Huirapuca        | Huirapuca       | 25          |                    |                    |                    |  |           |               |               |               |  |         |               |               |               |  |
|  |                   |                   |                  |                 |             |                    |                    |                    |  |           |               |               |               |  |         |               |               |               |  |
|  | Huirapuca         | Huirapuca         | w.o.             |                 |             |                    |                    |                    |  |           |               |               |               |  |         |               |               |               |  |
|  | Huirapuca         | Huirapuca         | w.o.             |                 |             |                    |                    |                    |  | Huirapuca | Huirapuca     | 55            |               |  |         |               |               |               |  |
|  |                   |                   |                  |                 |             |                    |                    |                    |  | Huirapuca | Huirapuca     | 55            |               |  |         |               |               |               |  |
|  |                   |                   | Belgrano AC      | Belgrano AC     | 22          |                    |                    |                    |  |           |               |               |               |  |         |               |               |               |  |
|  | Palermo Bajo      | Palermo Bajo      | Belgrano AC      | Belgrano AC     | 22          | 13                 |                    |                    |  |           |               |               |               |  |         |               |               |               |  |
|  | Palermo Bajo      | Palermo Bajo      |                  |                 |             |                    |                    |                    |  |           |               |               |               |  |         |               |               |               |  |
|  | Belgrano AC       | Belgrano AC       | 21               |                 |             |                    |                    |                    |  |           |               |               |               |  |         |               |               |               |  |
|  | Belgrano AC       | Belgrano AC       | 21               |                 | Belgrano AC | Belgrano AC        | 24                 |                    |  |           |               |               |               |  |         |               |               |               |  |
|  |                   |                   |                  |                 | Belgrano AC | Belgrano AC        | 24                 |                    |  |           |               |               |               |  |         |               |               |               |  |
|  |                   |                   | Duendes          | Duendes         | 19          |                    |                    |                    |  |           |               |               |               |  |         |               |               |               |  |
|  | Duendes           | Duendes           | Duendes          | Duendes         | 19          | w.o.               |                    |                    |  |           |               |               |               |  |         |               |               |               |  |
|  | Duendes           | Duendes           |                  |                 |             |                    |                    |                    |  |           |               |               |               |  |         |               |               |               |  |
|  | San Luis          |                   |                  |                 |             |                    |                    |                    |  |           |               |               |               |  |         |               |               |               |  |
|  |                   |                   |                  |                 |             |                    |                    |                    |  |           |               |               |               |  |         |               |               |               |  |
|  |                   |                   |                  |                 |             |                    |                    |                    |  |           |               |               |               |  |         |               |               |               |  |

### Octavos de final
En octavos de final tres equipos de la URBA decidieron no participar del torneo: La Plata, San Luis (ambos clasificados tras ser eliminados en primera fase del torneo principal) y  CASI (clasificado tras finalizar 9.° en el Torneo de la URBA 2002). Champagnat (clasificado 14.° en URBA) debía reemplazar a CASI, pero también desistió de participar posteriormente.
| 28 de septiembre | Universitario (S) | 22 - 31 | Cardenales |                                      |                                      |
|                  |                   | Reporte |            | Árbitro(s): Marcelo Abdala (Tucumán) | Árbitro(s): Marcelo Abdala (Tucumán) |

| 28 de septiembre | Jockey Club (C) | 29 - 21 | Atl. Rosario |                                  |                                  |
|                  |                 | Reporte |              | Árbitro(s): Rafael Molina (Cuyo) | Árbitro(s): Rafael Molina (Cuyo) |

| 28 de septiembre | CASI | w.o. | Marista |  |  |

| 28 de septiembre | Estudiantes de Paraná | 29 - 25 | Universitario (MDP) |                                      |                                      |
|                  |                       | Reporte |                     | Árbitro(s): José Favretto (Nordeste) | Árbitro(s): José Favretto (Nordeste) |

| 28 de septiembre | UNSJ | 10 - 24 | San Cirano |                                      |                                      |
|                  |      | Reporte |            | Árbitro(s): Javier Mancuso (Córdoba) | Árbitro(s): Javier Mancuso (Córdoba) |

| 28 de septiembre | La Plata RC | w.o. | Huirapuca |  |  |

| 28 de septiembre | Palermo Bajo | 13 - 21 | Belgrano AC |                                 |                                 |
|                  |              | Reporte |             | Árbitro(s): Andrés Pérez (Cuyo) | Árbitro(s): Andrés Pérez (Cuyo) |

| 28 de septiembre | San Luis | w.o. | Duendes |  |  |

### Cuartos de final
| 13 de octubre | Marista | 24 - 23 | Estudiantes de Paraná |                                    |                                    |
|               |         | Reporte |                       | Árbitro(s): Omar Alcocer (Tucumán) | Árbitro(s): Omar Alcocer (Tucumán) |

| 12 de octubre | Cardenales | 30 - 22 | Jockey Club (C) |                                            |                                            |
|               |            | Reporte |                 | Árbitro(s): Marcelo Toscano (Buenos Aires) | Árbitro(s): Marcelo Toscano (Buenos Aires) |

| 12 de octubre | San Cirano | 25 - 25 (t.e.) | Huirapuca |                                              |                                              |
| |            | Reporte        |           | Árbitro(s): Juan Pablo Spirandelli (Rosario) | Árbitro(s): Juan Pablo Spirandelli (Rosario) |
| Tras finalizar el partido igualados en todos los criterios de desempate contemplados, el ganador fue decidido por sorteo. |            |                |           |                                              |                                              |

| 12 de octubre | Belgrano AC | 24 - 19 | Duendes |                                           |                                           |
|               |             | Reporte |         | Árbitro(s): Víctor Rabufetti (Entre Ríos) | Árbitro(s): Víctor Rabufetti (Entre Ríos) |

### Semifinales
| 19 de octubre | Cardenales | 27 - 33 | Marista |  |  |
|               |            | Reporte |         |  |  |

| 19 de octubre | Huirapuca | 55 - 22 | Belgrano AC |  |  |
|               |           | Reporte |             |  |  |

### Final
| 26 de octubre | Marista | 22 - 23 | Huirapuca |                                             |                                             |
|               |         | Reporte |           | Árbitro(s): Roberto Martínez (Buenos Aires) | Árbitro(s): Roberto Martínez (Buenos Aires) |

| Bandera de la Provincia de Tucumán |
| Huirapuca Campeón                  |
| Primer título                      |